# Nguyễn Chấn Á
Nguyễn Chấn Á (chữ Hán: 阮振亞; 1922 - 1998) là người Việt gốc Hoa, gốc Cam Túc. Gia tộc đã mấy đời định cư ở Chợ Lớn. Ông nguyên là Thiếu tướng của Quân đội Trung Hoa Dân quốc (Đài Loan). Trước Thế chiến II ông gia nhập Quân đội Pháp. Khi quân đội Pháp ở Việt Nam đầu hàng Nhật, ông theo một đạo quân Pháp di chuyển sang Trung Hoa Lục địa và bản thân đã đầu quân cho Quân đội Quốc dân đảng do Thống chế Tưởng Giới Thạch lãnh đạo và làm Tổng chỉ huy. Sau khi Nhật đầu hàng Đồng Minh, năm 1946 Pháp trở lại Việt Nam, ông ở lại hàng ngũ của Quân đội Quốc dân đảng (sau là Quân đội Trung Hoa Quốc gia). Năm 1960 ông trở lại Việt Nam, xin gia nhập Quân đội Việt Nam Cộng hòa, được giữ nguyên cấp bậc Thiếu tướng và phục vụ Quân lực Việt Nam Cộng hòa cho đến tháng 4 năm 1975.

## Tiểu sử & binh nghiệp
Ông sinh năm 1922 tại Chợ Lớn (nay thuộc Thành phố Hồ Chí Minh) trong một gia đình người Việt gốc Hoa. Tốt nghiệp Trung học chương trình Pháp với văn bằng Thành chung.
Năm 1942, ông gia nhập Quân đội Viễn chinh Pháp, được đào tạo ở trường Sĩ quan thuộc địa Pháp. Tốt nghiệp với cấp bậc Chuẩn úy và phục vụ Quân đội Pháp ở Đông Dương trong đơn vị Bộ binh với chức vụ Trung đội trưởng. Qua năm 1943, ông lên cấp Thiếu úy. Đến năm 1945, ông được thăng cấp Trung úy và đã trải qua các chức vụ Đại đội phó, rồi Đại đội trưởng.

### Quân đội Quốc dân đảng
Từ năm 1945 đến năm 1949, ông phục vụ Quân đội Quốc dân Đảng tại Trung hoa. Năm 1949 đến năm 1960, ông phục vụ Quân đội Trung Hoa Dân quốc tại Đài Loan. Trong thời gian này ông lần lượt được thăng cấp từ Trung úy lên Đại úy, Thiếu tá, rồi Trung tá, Đại tá và cấp bậc sau cùng là Thiếu tướng.

### Quân đội Việt Nam Cộng hòa
Năm 1960, ông trở về Việt Nam định cư và xin gia nhập vào Quân đội Việt Nam Cộng hòa. Ông được giữ nguyên cấp Thiếu tướng và được cử phục vụ trong Bộ Tổng tham mưu của Quân đội Việt Nam Cộng hòa.
Đầu năm 1966, ông được cử làm Giám đốc Cục An Ninh Quân đội thay thế Đại tá Nguyễn Ngọc Loan. Đến cuối năm 1969, ông nhận lệnh bàn giao Cục An ninh Quân đội lại cho Đại tá Vũ Đức Nhuận. Sau đó, ông được chuyển về phục vụ trong Tổng cục Chiến tranh Chính trị.
Đầu năm 1972, ông được cử giữ chức vụ Chỉ huy trưởng Binh chủng Quân cảnh thay thế Đại tá Nguyễn Ngọc Thiệt.
Cuối năm 1973, ông nhận lệnh bàn giao chức vụ Chỉ huy trưởng Quân cảnh lại cho Đại tá Nguyễn Hữu Phước. Sang đầu năm 1974, ông được cử giữ chức vụ Cố vấn Tổng cục Chiến tranh Chính trị.

## 1975
Sau ngày 30 tháng 4, Chính quyền mới đưa ông đi học tập và cải tạo  từ Nam ra Bắc, đến năm 1988 ông mới được trả tự do. Sau ngày tự do, ông sống yên lặng, ẩn mình và không có nhiều thông tin về cuộc sống của mình. Ông mất năm 1998, thọ 76 tuổi.

## Liên kết
- Chân dung tướng lĩnh Sài Gòn (Nguyễn Đình Tiên)
- Hồi ký tướng tá Sài Gòn (Mai Nguyễn)